# Hellphone
Pour plus de détails, voir Fiche technique et Distribution.
Hellphone est un film français réalisé par James Huth, sorti en 2007.

## Synopsis
À Paris, Sid est un lycéen en terminale à Henri-IV fan d'AC/DC. Il rêve d'avoir un téléphone portable, avec lequel il espèrerait séduire la très charmante Angie qui arrive de New York.
Mais cette dernière sort actuellement avec Virgile, le playboy du lycée. Un jour, Sid découvre un bazar chinois, où il va se procurer un portable très particulier...

## Fiche technique
- Titre : Hellphone
- Réalisation : James Huth
- Scénario : Jean-Baptiste Andrea, James Huth et Sonja Shillito
- Production : Éric et Nicolas Altmayer, James Huth, Patrick Malakian et Sonja Shillito
- Bande originale : Bruno Coulais, interprétée par The Elderberries
- Photographie : Stéphane Le Parc
- Montage : Antoine Vareille
- Décors : Philippe Chiffre
- Costumes : Sandrine Weill
- Société de distribution : Studiocanal
- Pays de production :  France
- Langue : français
- Format : couleur - 2,35:1 - Dolby Digital - 35 mm
- Genre : comédie, fantastique
- Durée : 98 minutes
- Dates de sortie :
  -  Belgique,  France : 28 mars 2007

## Distribution
| - Jean-Baptiste Maunier : Sid Soupir - Jennifer Decker : Angie Jolimont - Benjamin Jungers : Pierre d'Harcourt - Juliette Degenne : la Voix du Hellphone - Vladimir Consigny : Virgile Husson - Édouard Collin : Franklin Tour - Baptiste Caillaud : David Bijaoui - Anaïs Demoustier : Clémence Laugery - Judith Chemla : Margot Vareille - Quentin Grosset : Félix - Géraldine Martineau : Charlotte de Lafayotte - Gilles Gaston-Dreyfus : Emmanuel Tamalet - Christian Hecq : Fritz Haas - Clotilde Mollet : Sam Soupir - Bruno Salomone : Hervé Temmam | - Gilles Privat : Jérôme Fouque - Silvie Laguna : Stéphanie Ronssin - Cyril Gueï : Pierre-Marie Mazeau - Nicolas Briançon : James Crochet - Cordula Reyer : Matzü d'Harcourt - Sandrine Dumas : Anne-Elise Jolimont - Patrick Vo : Marco Tse Toung - Martin Pautard : Julien Haas - Gérard-James Smurthwaite : Mike Bullet - Sacha Prijovic : le guide des Catacombes - Olivier Macarez : le surveillant du réfectoire - Ali Karamoko : le policier gradé - Sydney Wernicke et Lannick Gautry : les policiers « Fritz » - Jean Dujardin : Warrior de la Boue |

## Autour du film
- On notera une petite apparition de Jean Dujardin dans le rôle du « Warrior de la boue », crédité au générique sous le nom de « Brice Agostini », le vrai nom de Brice de Nice, qui a d'ailleurs été adapté en film par James Huth. Il en reprendra le « cassé », accompagné d'un mouvement de tête évocateur du personnage.
- Durant le film, les personnages de Sid et Angie vont voir Dead End, un film coproduit en 2003 par le réalisateur James Huth. Les réalisateurs Jean-Baptiste Andrea et Fabrice Canepa sont dans la salle. Très concentrés, ils regardent le film, tout en mangeant du popcorn.
- Lorsque les parents d'Angie partent en voyage, ses amis arrivent chez elle avec un journal dont la Une est : « Le docteur HUTH enfin récompense. »
- James Huth rend un hommage à Forrest Gump en insérant cette réplique : « La vie c'est comme une boîte de chocolats, on ne sait jamais sur lequel on va tomber. »
- Le film est un hommage au film Christine, de John Carpenter, filmé en 1983 et tiré de l'œuvre de Stephen King[2]. Ce film raconte l'histoire d'Arnie, un adolescent qui tombe amoureux d'une voiture hantée qui va tuer un à un tous ses amis.